# Vladimir Zakharov
Vladimir Evgen'evich Zakharov (em russo:  Влади́мир Евге́ньевич Заха́ров) (Cazã, 1 de agosto de 1939 – Moscou, 20 de agosto de 2023) foi um físico russo.
Foi palestrante convidado do Congresso Internacional de Matemáticos em Varsóvia (1983: Multidimensional integrable systems).

## Morte
Zakharov morreu no dia 20 de agosto de 2023, aos 84 anos.